# Iglesia de San Juan de los Reyes
La iglesia de San Juan de los Reyes es un templo católico de la ciudad española de Granada, comunidad autónoma de Andalucía.

## Descripción
El templo, situado en la calle del mismo nombre, se ha conocido a lo largo de los siglos también como «iglesia de Teybin» e «iglesia de los Convertidos». Aparece descrita en el Estudio descriptivo de los monumentos árabes de Granada, Sevilla y Córdoba (1885) de Rafael Contreras y Muñoz con las siguientes palabras:

San Juan de los Reyes. En la calle del mismo nombre. Como templo cristiano no tiene nada de notable. Era una mezquita de la cual se conserva la torre, antiguo minarete ornado con labores cortadas de gramil á semejanza de otras que hay en Sevilla y Toledo. Llamóse esta iglesia de Teybin ó de los Convertidos, por haberse bautizado en ella millares de moros en tiempo del Arzobispo Talavera. Este edificio no debió ser de la primera época árabe, toda vez que fué construído fuera de las antiguas murallas de la Alcazaba Cadima.
(Contreras y Muñoz, 1885, p. 372)